# Z39 (駆逐艦)
Z39はドイツ海軍の駆逐艦。1936A型。

## 艦歴
1941年12月2日進水。1943年8月21日就役。
1944年2月、スカゲラク海峡での機雷敷設作戦に従事。3月、エストニアのレバルに移動。以後、ソ連軍陣地の砲撃や機雷の敷設を行った。6月23日にレバルでソ連軍機の爆撃を受けて損傷し、修理のためドイツに戻ったが、修理中の7月24日にもイギリス軍機によるキール攻撃で爆弾1発が命中した。
1945年3月25日修理完了。以後終戦までバルト海で活動し、4月10日には触雷した駆逐艦Z43を護衛し、5月には触雷した戦艦シュレジェンを曳航した。また、4月と5月は避難民を乗せた船の護衛やソ連軍に対する砲撃にも従事した。
戦後アメリカに引き渡されるが、フランスに譲渡されて他の旧ドイツ駆逐艦のための部品取り用にされ、1953年に解体された。